# Cratere Mareta
Mareta è un piccolo cratere lunare di 0,15 km situato nella parte nord-occidentale della faccia visibile della Luna.
Il cratere è dedicato a Mareta, un nome femminile in lingua inglese.